# Wadim Iossifowitsch Bogijew
Wadim Iossifowitsch Bogijew (russisch Вадим Иосифович Богиев; * 27. Dezember 1970 in Zchinwali/Südossetien) ist ein ehemaliger russischer Ringer und Olympiasieger von 1996 im freien Stil im Leichtgewicht.

## Werdegang
Wadim Bogijew wuchs in der südossetischen Stadt Zchinwali auf und besuchte dort die Schule Nr. 6, in der der spätere, für Griechenland startende, dreifache Olympiasieger im Gewichtheben Kakhi Kakiaschwili sein Klassenkamerad war. Wadim entschied sich 1978 für das Ringen und ging nach ersten größeren Erfolgen nach Moskau, wo er als Armeeangehöriger Mitglied von ZSKA Moskau wurde. In Moskau wurde er von den Trainern Timur Sanakojew und Anatoli Margijew zu einem Weltklasseringer im freien Stil geformt.
Wadim war bereits  im Juniorenbereich sehr erfolgreich und wurde 1988 sowohl Junioren-Europameister als auch Junioren-Weltmeister, damals noch im Bantamgewicht (bis 57 kg Körpergewicht) startend. Bei den Senioren beherrschte in der Sowjetunion bzw. in Russland zunächst noch der zweifache Olympiasieger von 1988 und 1992 Arsen Fadsajew das Leichtgewicht, in diese Gewichtsklasse war Wadim bald hineingewachsen, die Szene. Ab 1993 war aber Wadim in Russland die Nummer eins und konnte auch bei den Senioren bei den internationalen Meisterschaften starten.
Er begann mit dem Gewinn des Vize-Weltmeistertitels bei der Weltmeisterschaft 1993 in Toronto. Dabei unterlag er dort, etwas überraschend, im Finale dem Iraner Akbar Fallah. Ein Jahr später wurde Wadim in Rom Europameister im Leichtgewicht. Auf dem Weg zum Titelgewinn besiegte er dabei auch den deutschen Meister Ralph Lyding knapp nach Punkten.
Bei der Weltmeisterschaft 1994 in Istanbul verlor Wadim bereits in der dritten Runde gegen den Aschaffenburger Alexander Leipold und kam deshalb nur auf den 7. Platz.
Im Jahre 1995 gewann Wadim zunächst in Freiburg im Üechtland wieder den EM-Titel, konnte aber bei der Weltmeisterschaft in Atlanta wieder nicht überzeugen und blieb mit dem 4. Platz erneut ohne Medaille. Dafür gewann er im Jahre 1996 bei der Europameisterschaft in Budapest seinen dritten EM-Titel vor dem Weltmeister von 1994 Araik Geworgjan aus Armenien.
Zum Höhepunkt der Laufbahn in der Karriere von Wadim Bogijew wurden dann die Olympischen Spiele 1996 in Atlanta. Mit fünf Siegen gewann er die Goldmedaille. Bemerkenswert dabei ist, dass er in der zweiten Runde über Arsen Fadsajew, der bei seinem Comeback für Usbekistan startete, mit 6:4 nach Punkten gewann. Im Finale entschieden sich im Kampf Bogijew gegen Townsend Saunders aus den USA beim Punktegleichstand von 1:1 die Kampfrichter für Bogijew, der damit Olympiasieger wurde.
Nach den Olympischen Spielen erklärte Wadim, erst 26 Jahre alt, seinen Rücktritt und arbeitet jetzt als Ringertrainer.

## Internationale Erfolge
(OS = Olympische Spiele, WM = Weltmeisterschaft, EM = Europameisterschaft, F = freier Stil, Ba = Bantamgewicht, Fe = Federgewicht, Le = Leichtgewicht, damals bis 57 kg, 62 kg u. 68 kg Körpergewicht)
- 1988, 1. Platz, Junioren-EM (Espoirs) in Wałbrzych/Polen, F, Ba, vor Jürgen Scheibe, BRD, und Ismail  Zurnaci, Türkei;
- 1988, 1. Platz, Junioren-WM (Juniors) in Wolfurt/Österreich, F, Ba, vor Valentin Gergow, Bulgarien, und Suren Erdenebayar, Mongolei;
- 1989, 2. Platz, Junioren-WM (Espoirs) in Ulaanbaatar, F, Fe, hinter Taghi Akbar Nejad, Iran, und vor Muharrem Demiregen, Türkei;
- 1992, 1. Platz, World Cup in Moskau, F, Le, vor Taghi Akbar Nejad, Gotcha Makojew, Russland, Yüksel Sanli, Türkei, Fatih Özbas, Deutschland, und Townsend Saunders, USA;
- 1993, 2. Platz, World Cup in Chattanooga/USA, F, Le, hinter Chris Wilson, Kanada, und vor Townsend Saunders und Eugenio Montero, Kuba;
- 1993, 2. Platz, WM in Toronto, F, Le, hinter Akbar Fallah, Iran, und vor Chris Wilson, Townsend Saunders und Roman Motrowitsch, Ukraine;
- 1994, 1. Platz, EM in Rom, F, Le, vor Araik Geworgjan, Armenien, Roman Motrowitsch, Ralph Lyding, Deutschland, und Elchand Allachwerdiew, Aserbaidschan;
- 1994, 7. Platz, WM in Istanbul, F, Le, hinter Alexander Leipold, Deutschland, Jesus Rodriguez, Kuba, Kengbek Osmuraliew, Kirgisistan, Oleg Gogol, Belarus, Wladyslaw Wyrwal, Polen, und Roman Motrowitsch;
- 1995, 3. Platz, Militär-WM, F, Le, hinter Taghi Akbar Nejad und Ho Hihang-Sang, Südkorea, und vor Ömer Ungör, Türkei, und Georg Schwabenland, Deutschland;
- 1995, 3. Platz, World Cup in Chattanooga, F, Le, hinter Akbar Fallah und Kenji Koshiha, Japan, und vor Brian Dolph, USA, und Craig Roberts, Kanada;
- 1995, 1. Platz, EM in Freiburg im Üechtland/Schweiz, F, Le, vor Yüksel Sanli, Araik Geworgjan, Sasa Sasirow, Ukraine, und Plamen Paskalew, Bulgarien;
- 1995, 4. Platz, WM in Atlanta, F, Le, hinter Araik Geworgjan, Akbar Fallah und Jesus Rodriguez und vor Yüksel Sanli und Boris Budajew, Usbekistan;
- 1996, 1. Platz, EM in Budapest, F, Le, vor Araik Geworgjan, Sasa Sasirow, Kullo Koiv, Estland, und Elchand Allachwerdiew;
- 1996, Goldmedaille, OS in Atlanta, F, Le, vor Townsend Saunders, Sasa Sasirow, Yosmany Sanchez Larrudet, Kuba, Araik Geworgjan und Hwan Sang-ho, Südkorea